# Pesagem embarcada

## O que é?
Pesagem embarcada é o nome que se dá ao sistema que monitora o peso de cargas em máquinas e veículos de grande, médio e pequeno porte. Esse sistema é constituído por células de carga instaladas nos eixos do veículo, o qual é conectado eletricamente a um dispositivo com display instalado no painel veicular. O display interpreta os sinais vindos dos sensores de carga e faz os somatórios e indica a carga ou peso de cada eixo.

## Benefícios da Pesagem embarcada[2]

### Redução da perda dos produtos
O produto é carregado no peso correto, independentemente de ser o material seco ou molhado.

### Monitora a produtividade
Permite controlar o peso total carregado em um turno, uma semana ou um mês.

### Promove a segurança veicular[3]
Evite que os veículos que receberão a carga não sejam carregados além dos limites legais, bem como que as carregadeiras/empilhadeiras operem em sua carga de trabalho. Também contribui para a prevenção de acidentes, uma vez que o veículo operará em suas condições prescritas. 

## Equipamentos que utilizam o sistema
Pás carregadeiras e empilhadeiras são exemplos de uso desse sistema.